# Kominek przy Bańdziochu
Kominek przy Bańdziochu – jaskinia w Dolinie Kościeliskiej w Tatrach Zachodnich. Wejście do niej znajduje się w żlebie Żeleźniak, poniżej dolnego otworu jaskini Bańdzioch Kominiarski, obok Trzyotworowego Kominka przy Bańdziochu, na wysokości 1448 m n.p.m. Długość jaskini wynosi 5,5 metrów, a jej deniwelacja 2,5 metrów.

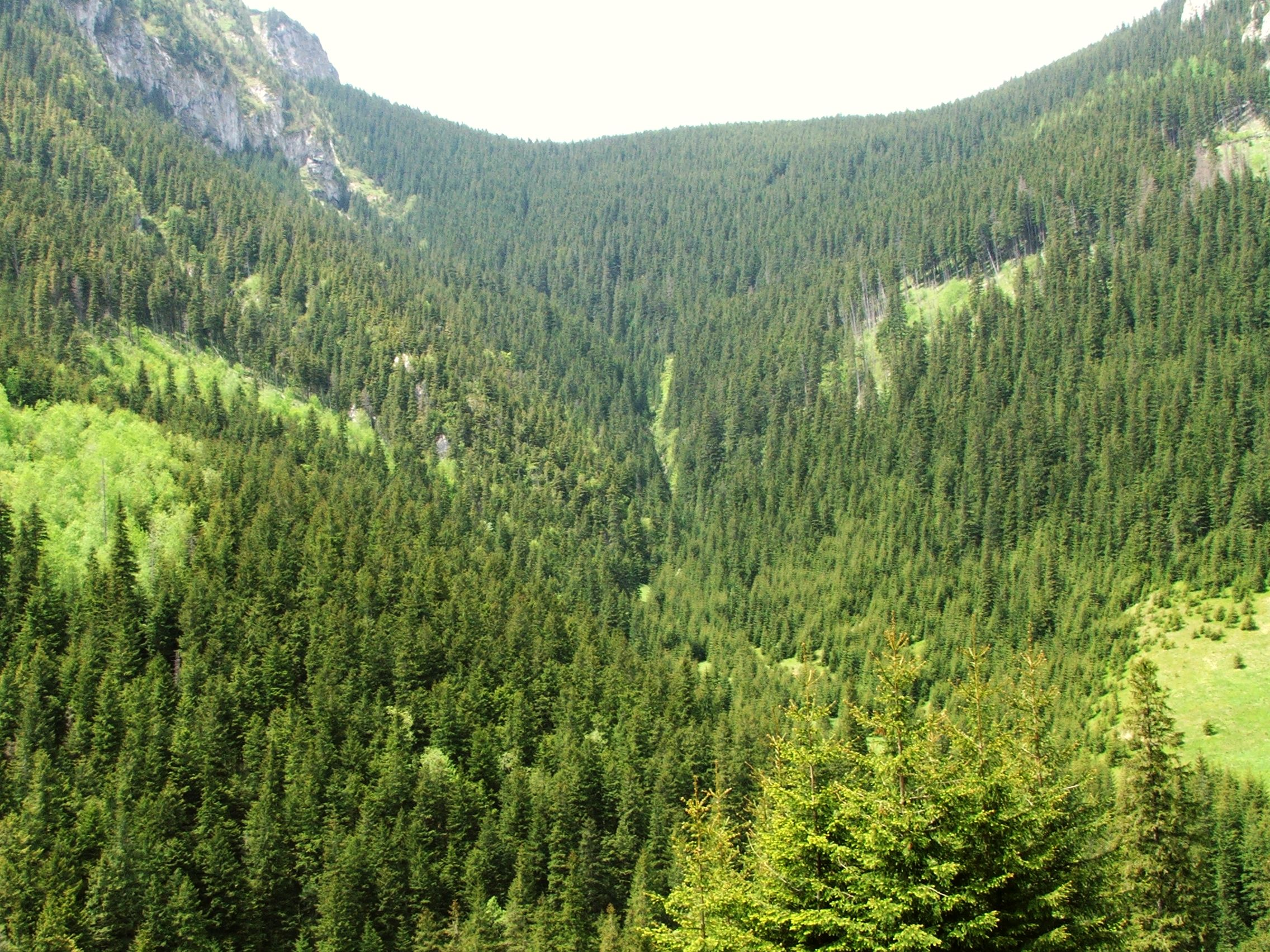
Żleb Żeleźniak widziany z Hali Pisanej

## Opis jaskini
Jaskinię tworzy kręty i wąski korytarzyk zaczynający się w wysokim i wąskim otworze wejściowym, który pod koniec rozdziela się na dwie idące lekko w górę szczeliny oraz niewielki kominek.

## Przyroda
W jaskini brak jest nacieków. Ściany są suche. Rosną na nich glony i porosty.

## Historia odkryć
Jaskinia była częścią Bańdziocha Kominiarskiego, która została odcięta przez zawalisko.
Odkryli ją prawdopodobnie Czesław Majchrowicz i Janusz Nickowski w 1968 roku równocześnie z odkryciem jaskini Bańdzioch Kominiarski. Jednak pierwszą wzmiankę o niej opublikował W. W. Wiśniewski w 1988 roku.